# Recuerdos de la Alhambra
Recuerdos de la Alhambra  (« Souvenirs de l'Alhambra ») est une œuvre de guitare classique écrite en 1896 à Grenade par Francisco Tárrega et est une des plus connues du compositeur. Elle est basée sur l'utilisation du trémolo, technique importante dans la guitare classique.

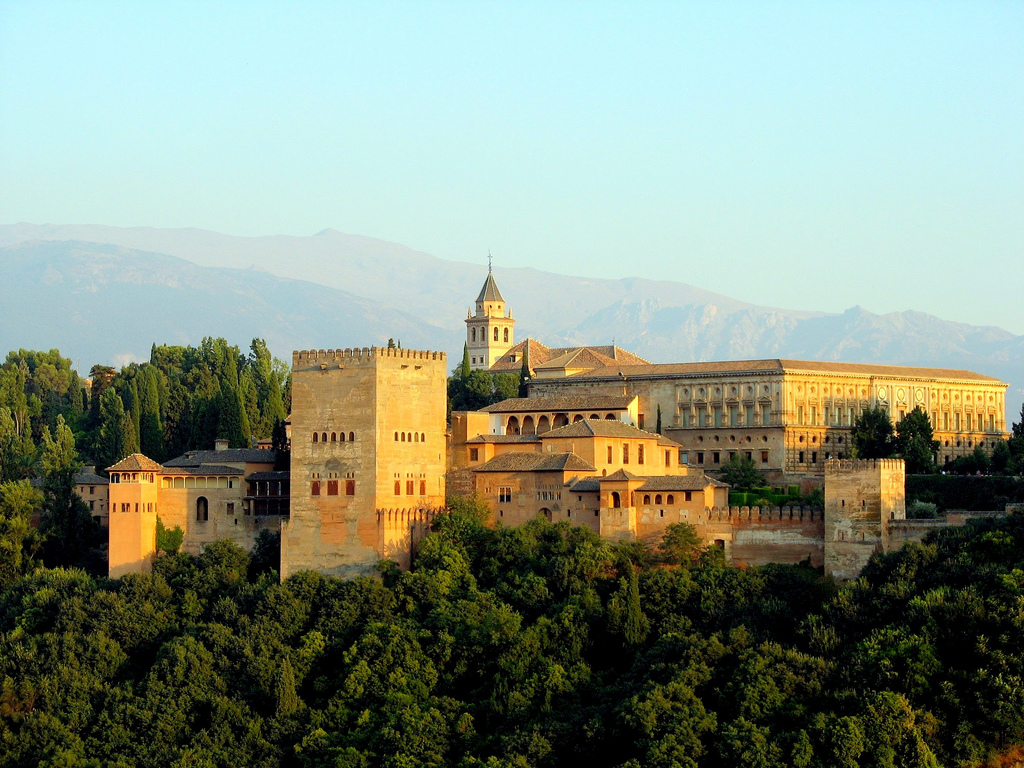
Vue d'ensemble de l'Alhambra à Grenade.

## Description
Le morceau pourrait être décomposé en deux sections : une première en la mineur, et une seconde en la majeur.
Ce morceau est connu pour être très difficile à maîtriser en raison de la technique trémolo.

## Reprise et arrangement
- En 1984, le morceau a inspiré le musicien Mike Oldfield pour son instrumental Etude, extrait de l'album The Killing Fields.
- Il existe diverses transcriptions pour piano, notamment celle de Karol Penson ou celle d'Emanuele Delucchi.
- Une version orientale de cette musique est utilisée dans un épisode de la série Solstrom (en) du Cirque du Soleil.
- Une version orchestrale est arrangée par Geoff Knorr pour la civilisation espagnole dans le jeu Civilization VI
- L'altiste italien Marco Misciagna a publié l'arrangement de cette pièce pour alto solo[1].
- Dans la série coréenne Souvenirs de l'Alhambra (알함브라 궁전의 추억, 2018), l'héroine, Jeong Hee-joo (Park Shin-Hye, 박신혜) joue ce morceau dans des séquences d'un jeu vidéo en réalité augmentée se situant à Grenade et notamment à l'Alhambra.